# Aspidontus tractus
Aspidontus tractus är en fiskart som beskrevs av Fowler, 1903. Aspidontus tractus ingår i släktet Aspidontus och familjen Blenniidae. Inga underarter finns listade.

## Bildgalleri

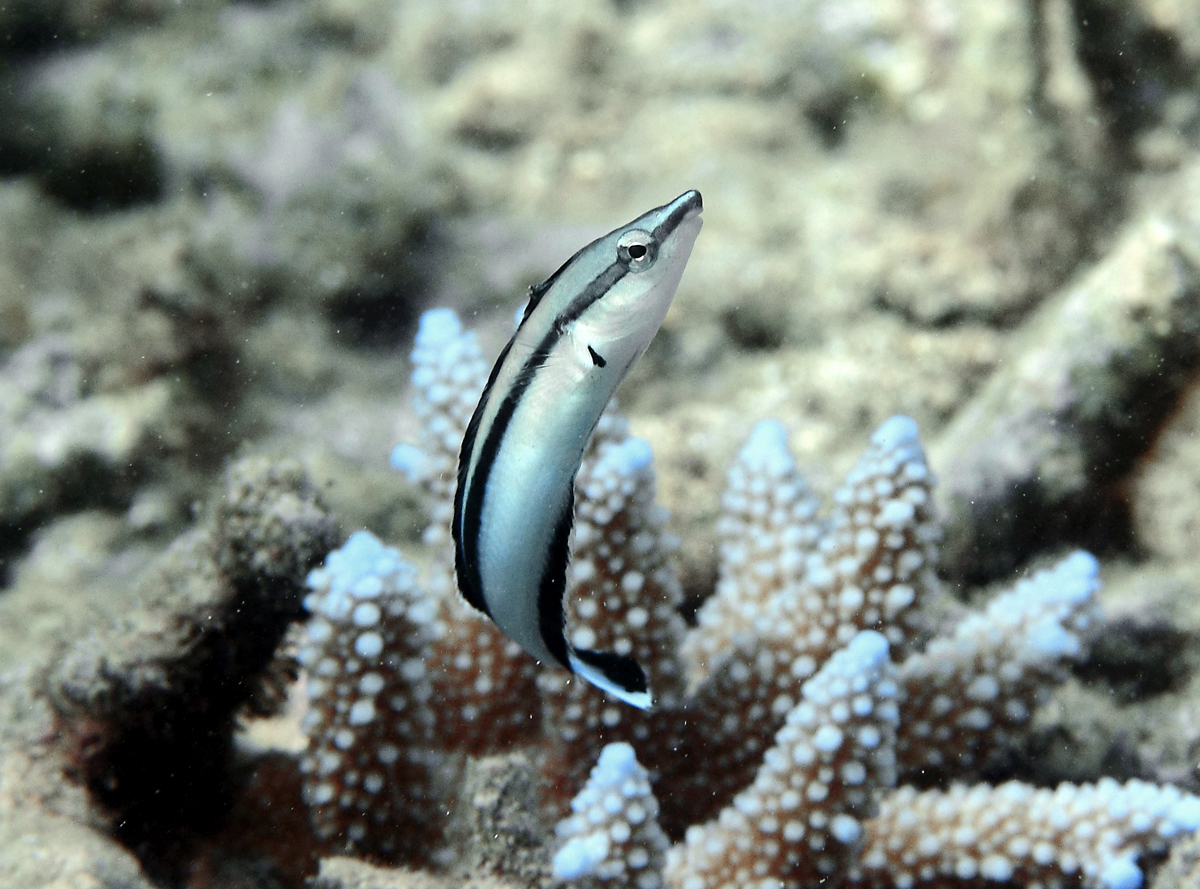